# Hippolyte et Aricie
Hippolyte et Aricie és una òpera en cinc actes de Jean-Philippe Rameau, amb llibret de Simon-Joseph Pellegrin. S'estrenà a l'Opéra National de París l'1 d'octubre de 1733.
Els seus llibres Traité de l'harmonie réduite à ses principes naturels (1722) i Nouveau système de musique théorique (1726) li proporcionaren fama com a teòric. Conegué el dramaturg Abbé Simon-Joseph Pellegrin, el qual l'induí a escriure un llibret. El resultat fou la seva primera tragédie en musique, titulada Hippolyte et Aricie. Des d'aquell moment la seva activitat creadora quedà dividida entre els escrits teòrics i la composició. Tot i que atorgava la mateixa importància a la tasca teòrica que a la creativitat artística, el cert és que la seva vanitat interna aspirava a assolir més prestigi com a pensador que no pas com a compositor. 	

## Argument
La història gira al voltant de dos joves que s'estimen (Hippolite i Aricie), inspirats en personatges de llegendes gregues (Hipòlit, Teseu, Fedra) i sobre els quals fan disputa els déus de la mitologia romana (Júpiter, Diana, Cupido, Neptú, Plutó). Els fets es desenvolupen al llarg de cinc actes.

### Obertura
En un pròleg d'estil Lul·lià, la deessa Diana i Cupido es troben al bosc d'Erimantos	discutint sobre qui dels dos hauria de ser el protector dels humans que cerquen refugi en aquell bosc. Júpiter posa fi a la disputa decidint que Cupido governarà un dia a l'any i Diana la resta del temps. Diana promet protegir l'amor que es professen Hippolite i Aricie.

### Acte Primer
Lloc:Temple de Diana a Trezè.

Hipòlit, fill il·legítim del rei d'Atenes, Teseu, està enamorat d'Arícia, però ella és filla d'un enemic del seu pare, Pal·las, el qual fa prometre a la seva filla que es mantindrà verge per dedicar-se al culte a Diana. Quan Arícia està a punt de pronunciar els seus vots («Temple sacré»), Hipòlit prova de dissuadir-la a la vegada que fa un prec a la deessa («Tu règnes sur nos cœurs »). Fedra, la madrastra d'Hipòlit se sent gelosa perquè també està enamorada del jove i ordena que enderroquin el temple. Diana apareix just a temps per salvar la noia. Fedra confia els seus sentiments quan es troba sola amb la seva serventa, Œnone, («Quoi ! la terre et le ciel»). Arriben notícies que Teseu ha fet un viatge a l'Hades i podria estar mort.

### Acte Segon
Lloc: l'Hades.

Teseu ha baixat a l'Hades per rescatar el seu amic Pirítous, el qual havia capturat Plutó quan intentava seduir la seva esposa Prosèrpina. Teseu és fill del déu Neptú i li demana ajuda per accedir al món subterrani, recordant que li havia promès ajudar-lo en tres ocasions durant la seva vida. Una fúria anomenada Tisífone li vol impedir el pas, però lluiten i aconsegueix passar (duo: «Contente-toi d'une victime»). Un cop a dins, Plutó el condemna a seguir el mateix càstig que Pirítous. Hipòlit invoca per segona vegada al seu pare i és alliberat. Abans de marxar les parques vaticinen que trobarà l'infern quan arribi a casa seva.(« Quelle soudaine horreur !», cantat per un trio de veus masculines)

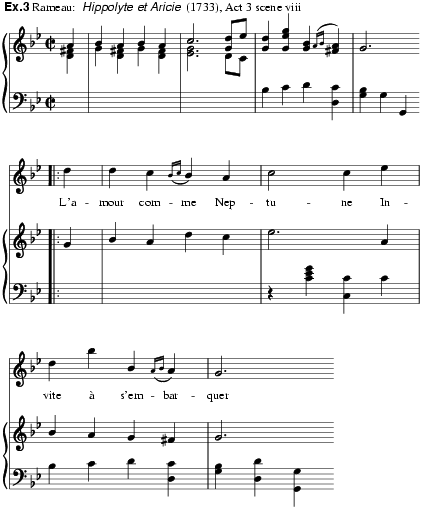
Partitura de l'acte 3, escena 8

### Acte Tercer
Lloc: Palau de Teseu vora la mar.

Hipòlit visita a la reina per donar-li suport moral i ajudar-la a afrontar les males notícies. Fedra malinterpreta la preocupació d'Hipòlit i,pensant que correspon els seus sentiments, li declara el seu amor («Cruelle mère des amours»). Hipòlit, sorprès, la maleeix («Terribles ennemis»). Fedra intenta suïcidar-se clavant-se una espasa, però ell ho impedeix. En aquest moment arriba Teseu i creu que Hipòlit estava a punt de matar la seva esposa. Teseu reclama a Neptú que compleixi el seu tercer desig: La mort d'Hipòlit («Puissant maître des flots»).

### Acte quart
Lloc: El bosc sagrat de Diana prop de la costa.

Hipòlit s'adona que ha d'exiliar-se si vol salvar la seva vida i li demana a Arícia que es casi amb ell i marxin junts; ella accedeix, mentre un grup de caçadors que hi ha al bosc són testimonis. De sobte, un monstre marí enviat per Neptú sorgeix de la mar per endur-se a Hipòlit. Aquest intenta defensar-se però desapareix entre un núvol de flames. Arriba Fedra i declara afligida ser la responsable de la desaparició (« Quelle plainte en ces lieux m'appelle? »).

### Acte cinquè
Lloc: El bosc sagrat de Diana prop de la costa.

Teseu, en saber la veritat per boca de Fedra, vol llançar-se a la mar però Neptú li ho impedeix i li revela que Diana ha salvat a Hipòlit a condició que Teseu no el torni a veure.
Arícia està plorant a Hipòlit perquè el creu mort, però Diana li anuncia l'arribada d'un heroi que la consolarà, el qual resulta ser Hipòlit. Els joves canten un duo plens d'alegria: «Que mon sort est digne d'envie» i els habitants del bosc comparteixen la seva felicitat.

## Repartiment de veus
| Personatges                                                                        | Veus                      |
| ---------------------------------------------------------------------------------- | ------------------------- |
| Hipòlit                                                                            | haute-contre              |
| Arícia                                                                             | soprano                   |
| Fedra                                                                              | mezzosoprano              |
| Teseu                                                                              | baix                      |
| Plutó                                                                              | baríton                   |
| Diana                                                                              | soprano                   |
| Œnone                                                                              | soprano                   |
| Arcas                                                                              | tenor                     |
| Mercuri                                                                            | tenor                     |
| Tisífone                                                                           | tenor                     |
| Cupido                                                                             | haute-contre              |
| La gran sacerdotessa                                                               | soprano                   |
| Parques                                                                            | baix, tenor, haute-contre |
| Un servent de Cupido                                                               | tenor                     |
| Una sacerdotessa de Diana                                                          | soprano                   |
| Una pastora                                                                        | soprano                   |
| Una estibadora                                                                     | soprano                   |
| Una caçadora                                                                       | soprano                   |
| esperits de l'Hades ciutadans de Trézène mariners caçadors nimfes de Diana pastors | corals                    |

## Estrena i acolliment
Quan Rameau es va proposar fer aquesta obra ja tenia gairebé cinquanta anys i fins al moment només s'havia dedicat a ensenyar Teoria de la Música. Impressionat pels versos que havia escrit l'abat Pellegrin per acompanyar la música de Montéclair (Jephté, febrer del 1732), li va encomanar un text per ser cantat que estigués inspirat en la història narrada per Jean Racine.
La creació d'aquesta obra el 1733, va donar lloc a una controvèrsia entre els defensors de la tradició lul·lista, els quals trobaven que tenia un caràcter massa seriós i culte, resultat d'una escriptura musical massa complexa per cercar intensitat dramàtica; i per altra banda estaven els defensors de les innovacions que aportava Rameau.
L'èxit a la seva estrena va contribuir a establir la fama de Rameau, tot i que el públic no va poder sentir el trio de les parques, ja que els cantants van trobar que era massa difícil i el van eliminar. Segons Hugues Maret, el primer biògraf de Rameau, André Campra va exclamar: «Hi ha en aquesta òpera prou música escrita per a fer-ne deu; aquest home ens eclipsarà a tots».
Hippolyte et Aricie fou representada 123 vegades entre 1733 i 1767. Després va desaparèixer del repertori de l'Òpera de París fins que el 13 de maig del 1908, sota la influència de la Schola Cantorum i de Vincent d'Indy, va tornar. Cinc anys més tard es va representar a Gènova.